# Serixia apicefuscipennis
Serixia apicefuscipennis là một loài bọ cánh cứng trong họ Cerambycidae.